# Верхній Осередок
Верхній осередок (рос.: Ве́рхний Осередок) острів у Каспійському морі, адміністративно входить до складу Астраханської області, Росії.
Довжина острова 22 км, ширина 11 км, відокремлений від суходолу каналом шириною 300 м. Розташований між морськими каналами Тишковським та Белінським. Наближчий населений пункт – село Тишково. На північний захід від острова знаходиться біосферна ділянка «Трьохізбенська». Найнижча точка – 27 м. Найзахідніша точка – мис Косинський.